# Campionati del mondo di atletica leggera 2022 - Salto in lungo maschile
La specialità del salto in lungo maschile dei campionati del mondo di atletica leggera 2022 si è svolta tra il 15 e il 16 luglio all'Hayward Field di Eugene, negli Stati Uniti d'America.

## Podio
| Pos.    | Atleta              | Nazionalità | Misura |
| ------- | ------------------- | ----------- | ------ |
| Oro     | Wang Jianan         | Cina        | 8,36 m |
| Argento | Miltiadīs Tentoglou | Grecia      | 8,32 m |
| Bronzo  | Simon Ehammer       | Svizzera    | 8,16 m |

## Situazione pre-gara

### Record
Prima di questa competizione, il record del mondo (RM) e il record dei campionati (RC) erano i seguenti.
| Record                | Prestazione | Atleta                  | Data                           | Competizione              |
| --------------------- | ----------- | ----------------------- | ------------------------------ | ------------------------- |
| Record mondiale       | 8,95 m      | Mike Powell Stati Uniti | 30 agosto 1991 Tokyo, Giappone | Campionati del mondo 1991 |
| Record dei campionati | 8,95 m      | Mike Powell Stati Uniti | 30 agosto 1991 Tokyo, Giappone | Campionati del mondo 1991 |

### Campioni in carica
I campioni in carica, a livello mondiale e olimpico, erano:
| Campione | Atleta                     | Prestazione | Data                          | Competizione                 |
| -------- | -------------------------- | ----------- | ----------------------------- | ---------------------------- |
| Olimpico | Miltiadīs Tentoglou Grecia | 8,41 m      | 2 agosto 2021 Tokyo, Giappone | Giochi della XXXII Olimpiade |
| Mondiale | Tajay Gayle Giamaica       | 8,69 m      | 28 settembre 2019 Doha, Qatar | Campionati del mondo 2019    |

### La stagione
Prima di questa gara, gli atleti con le migliori tre prestazioni dell'anno erano:
| Pos. | Atleta                     | Prestazione | Data                             |
| ---- | -------------------------- | ----------- | -------------------------------- |
| 1    | Simon Ehammer Svizzera     | 8,45 m      | 28 maggio 2022 Götzis, Austria   |
| 2    | Murali Sreeshankar India   | 8,36 m      | 3 aprile 2022 Thenhipalam, India |
| 2    | Miltiadīs Tentoglou Grecia | 8,36 m      | 11 maggio 2022 Argostoli, Grecia |

## Risultati

### Qualificazione
La gara si è svolta venerdì 15 luglio.

Qualificazione: si qualifica chi raggiunge gli 8,15 m (Q) o i migliori dodici (q).
| Pos | Gruppo | Atleta                    | Nazionalità | 1ª prova | 2ª prova | 3ª prova | Risultato | Note                                     |
| --- | ------ | ------------------------- | ----------- | -------- | -------- | -------- | --------- | ---------------------------------------- |
| 1   | A      | Yuki Hashioka             | Giappone    | x        | 8,18 m   |          | 8,18 m    | Q                                        |
| 2   | A      | Marquis Dendy             | Stati Uniti | 7,80 m   | 8,02 m   | 8,16 m   | 8,16 m    | Q                                        |
| 3   | A      | Thobias Montler           | Svezia      | x        | 7,83 m   | 8,10 m   | 8,10 m    | q                                        |
| 4   | A      | Simon Ehammer             | Svizzera    | x        | 7,90 m   | 8,09 m   | 8,09 m    | q                                        |
| 5   | A      | Eusebio Cáceres           | Spagna      | x        | x        | 8,03 m   | 8,03 m    | q                                        |
| 5   | B      | Miltiadīs Tentoglou       | Grecia      | 8,03 m   | x        | x        | 8,03 m    | q                                        |
| 7   | B      | Murali Sreeshankar        | India       | 7,86 m   | 8,00 m   | x        | 8,00 m    | q                                        |
| 8   | A      | Henry Frayne              | Australia   | 7,99 m   | x        | -        | 7,99 m    | q                                        |
| 9   | A      | Wayne Pinnock             | Giamaica    | 7,74 m   | 7,98 m   | x        | 7,98 m    | q                                        |
| 10  | B      | Wang Jianan               | Cina        | 7,98 m   | -        | 7,69 m   | 7,98 m    | q                                        |
| 11  | B      | Steffin McCarter          | Stati Uniti | 7,94 m   | x        | 7,93 m   | 7,94 m    | q                                        |
| 12  | B      | Maykel Massó              | Cuba        | x        | 7,93 m   | 7,60 m   | 7,93 m    | q                                        |
| 13  | B      | Emiliano Lasa             | Uruguay     | 7,89 m   | 7,82 m   | x        | 7,89 m    |                                          |
| 14  | B      | Radek Juška               | Rep. Ceca   | x        | x        | 7,87 m   | 7,87 m    |                                          |
| 15  | A      | Ruswahl Samaai            | Sudafrica   | 6,34 m   | 7,86 m   | x        | 7,86 m    | Miglior prestazione personale stagionale |
| 16  | B      | Christopher Mitrevski     | Australia   | 7,79 m   | 7,57 m   | 7,83 m   | 7,83 m    |                                          |
| 17  | B      | William Williams          | Stati Uniti | 7,83 m   | 7,53 m   | 7,74 m   | 7,83 m    |                                          |
| 18  | B      | LaQuan Nairn              | Bahamas     | 7,80 m   | x        | 7,80 m   | 7,80 m    |                                          |
| 19  | B      | Jovan van Vuuren          | Sudafrica   | 7,80 m   | x        | 7,50 m   | 7,80 m    |                                          |
| 20  | A      | Jeswin Aldrin Johnson     | India       | x        | x        | 7,79 m   | 7,79 m    |                                          |
| 21  | B      | Natsuki Yamakawa          | Giappone    | 7,50 m   | 7,72 m   | 7,75 m   | 7,75 m    |                                          |
| 22  | A      | Huang Changzhou           | Cina        | 7,59 m   | 7,75 m   | 7,68 m   | 7,75 m    |                                          |
| 23  | A      | Muhammed Anees Yahiya     | India       | 7,19 m   | 7,73 m   | 7,58 m   | 7,73 m    |                                          |
| 24  | B      | Tristan James             | Dominica    | x        | 7,72 m   | 7,59 m   | 7,72 m    |                                          |
| 25  | A      | Jose Mandros Martinez     | Perù        | x        | 7,71 m   | x        | 7,71 m    |                                          |
| 26  | A      | Kristian Pulli            | Finlandia   | 7,55 m   | 7,56 m   | 7,31 m   | 7,56 m    |                                          |
| 27  | A      | Samory Fraga              | Brasile     | x        | 7,51 m   | 6,77 m   | 7,51 m    |                                          |
| 28  | A      | Salim Saleh Mus Al Yarabi | Oman        | x        | 7,43 m   | 7,29 m   | 7,43 m    |                                          |
| 29  | B      | Benjamin Gföhler          | Svizzera    | 7,41 m   | 7,39 m   | 7,40 m   | 7,41 m    |                                          |
| -   | B      | Héctor Santos             | Spagna      | x        | x        | x        | nm        |                                          |
| -   | B      | Tajay Gayle               | Giamaica    | x        | x        | x        | nm        |                                          |
| -   | A      | Cheswill Johnson          | Sudafrica   | x        | x        | x        | nm        |                                          |

### Finale
La gara si è svolta sabato 16 luglio alle ore 18:20.
| Pos | Atleta              | Nazionalità | 1ª prova | 2ª prova | 3ª prova | 4ª prova | 5ª prova | 6ª prova | Risultato | Note                                     |
| --- | ------------------- | ----------- | -------- | -------- | -------- | -------- | -------- | -------- | --------- | ---------------------------------------- |
|     | Wang Jianan         | Cina        | 7,94 m   | x        | 8,03 m   | x        | 8,03 m   | 8,36 m   | 8,36 m    | Miglior prestazione personale stagionale |
|     | Miltiadīs Tentoglou | Grecia      | x        | 8,30 m   | 8,29 m   | 8,24 m   | 8,32 m   | 8,20 m   | 8,32 m    |                                          |
|     | Simon Ehammer       | Svizzera    | 6,42 m   | 8,16 m   | 7,78 m   | x        | x        | 7,94 m   | 8,16 m    |                                          |
| 4   | Maykel Massó        | Cuba        | x        | 8,15 m   | x        | 7,79 m   | 8,02 m   | 7,88 m   | 8,15 m    | Miglior prestazione personale stagionale |
| 5   | Steffin McCarter    | Stati Uniti | 7,87 m   | 8,04 m   | x        | 7,88 m   | 7,87 m   | x        | 8,04 m    |                                          |
| 6   | Marquis Dendy       | Stati Uniti | x        | 8,02 m   | 7,98 m   | x        | x        | x        | 8,02 m    |                                          |
| 7   | Murali Sreeshankar  | India       | 7,96 m   | x        | x        | 7,89 m   | x        | 7,83 m   | 7,96 m    |                                          |
| 8   | Eusebio Cáceres     | Spagna      | 7,91 m   | x        | 7,93 m   | x        | x        | x        | 7,93 m    |                                          |
| 9   | Wayne Pinnock       | Giamaica    | 7,33 m   | 7,88 m   | 7,84 m   |          |          |          | 7,88 m    |                                          |
| 10  | Yuki Hashioka       | Giappone    | x        | x        | 7,86 m   |          |          |          | 7,86 m    |                                          |
| 11  | Thobias Montler     | Svezia      | 6,12 m   | 7,74 m   | 7,81 m   |          |          |          | 7,81 m    |                                          |
| 12  | Henry Frayne        | Australia   | x        | 7,80 m   | x        |          |          |          | 7,80 m    |                                          |